# Pie d'Amérique
Pica hudsonia
Espèce
Synonymes
Pica pica hudsonia
La Pie d'Amérique (Pica hudsonia) est une espèce d'oiseau de la famille des corvidés. Elle est considérée par de nombreux auteurs comme la sous-espèce américaine de la pie bavarde (Pica pica).

Carte de répartition
Présent à l'année
Aire d'hivernage